# Lingua franca
Lingua franca ali skupni jezik je razširjen jezik, ki ga govorci različnih jezikov uporabljajo za medsebojno sporazumevanje. Sprva so se ga posluževali trgovci in pomorščaki, pozneje tudi diplomati. V evropskem prostoru je danes
lingua franca mednarodnega poslovanja angleščina, ki so jo govorci širom sveta sprejeli za sporazumevalni jezik. Pred njo so to funkcijo opravljale grški kojne v starem veku, latinščina in beneško narečje v srednjem veku ter francoščina od šestnajstega stoletja dalje. Na Srednjem vzhodu je bil lingua franca aramajščina in perzijščina, v Indiji sprva sanskrt nato hindijščina, v vzhodni Afriki svahili, na pacifiških otokih bislama, drugod po svetu v različnih obdobjih razni pidžini.

## Zgodovinski izvor
Ime »lingua franca« izhaja iz italijanščine, kjer pomeni »prost jezik«, v smislu ne vezan na kak narod. V Sredozemlju se je »prosti jezik« uporabljal od 4. stoletja dalje, morda celo prej, in je ponekod ostal v rabi vse do 20. stoletja. Izoblikovali so ga romanski jeziki, najprej latinščina in italijanska narečja (benečansko in genoveško), nato španščina in sicilščina. Veliko besed je prišlo iz grščine, turščine in arabščine.
Posebej je treba omeniti sabir, ki se je uporabljal v vzhodnem Sredozemlju od petnajstega do devetnajstega stoletja in je povezoval evropske govorce z Arabci in Turki. Izhajal je iz italijanščine in španščine in je bil zelo enostaven: besedni vrstni red je bil nedoločen, glagoli niso poznali časov, svojilnih zaimkov ni bilo. Zato so se na veliko uporabljali predlogi in časovni prislovi. V sabirju so se ohranili tudi nekateri dokumenti, od katerih je najstarejši Compasso da Navegare iz leta 1296, ki je portolan (priročnik za obalno in pristaniško plovbo) vsega Sredozemlja.
Skladno z monogenetsko teorijo pidžinov, katere začetnik je Hugo Schuchardt, je bila lingua franca v rabi med vsemi sredozemskimi mornarji. Ko so Portugalci začeli raziskovati morja Afrike, Amerike, Azije in Oceanije, so se skušali sporazumevati z domorodci v mešanici lingue france z vplivi portugalščine ter krajevnih jezikov. Ko so pozneje v iste kraje pripluli Angleži in Francozi, so se posadke njihovih ladij skušale naučiti »polomljene portugalščine«. V procesu releksifikacije je bil portugalski in sredozemski besedni zaklad nadomeščen z besedami iz jezikov ljudstev v stiku, ostala pa je slovnična struktura jezika.
Ta teorija razlaga podobnosti med kreolščino in večino pidžinov, ki so osnovani na evropski osnovi, kot so tok pisin, papiamento, krio ali kitajsko-angleški pidžin. Vsi ti jeziki uporabljajo oblike kot sabir (»vedeti«) ali piquenho (»otroci«).
Lingua franca je svoj vpliv pustila v sodobnem alžirskem slengu in polariju. Ime slednjega izhaja iz italijanščine (parlare, govoriti) in je bil argo londonskih varietejskih umetnikov in homoseksualcev.

## Današnja Evropa
Evropska skupnost nima še svoje lingue france. Razen angleščine se za splošno rabo predlaga esperanto, kar naj bi izenačilo anglofone dežele (sploh ne preveč naklonjene evropeizmu) z ostalimi članicami. Preseneča dejstvo, da je med predlaganimi jeziki tudi latinščina, čeprav v poenostavljeni obliki. Če ima na primer esperanto prednost razmeroma lahkega izučenja, tudi brez posebnega šolanja, latinščina je gotovo nima. Razen tega se posebno tiste članice skupnosti, ki so v zadnjih letih pristopile v Evropo, sprašujejo, zakaj bi morala nova lingua franca izhajati iz romanskih jezikov, ko pa večina Evropejcev teh jezikov ne pozna.

## Umetni jeziki
Umetno ustvarjeni jeziki, kot sta esperanto ali ido, bi načeloma lahko služili kot globalen lingua franca. Njihovi zagovorniki trdijo, da mora biti lingua franca karseda preprost, vendar ne na račun izraznosti. Trdijo tudi, da je angleščina, kot tudi ostali naravni jeziki, vezana na določeno kulturno okolje, zato ni primerna za skupni jezik. Vsak naravni jezik ima svoje posebnosti, kar otežuje njegovo učenje in postavlja govorce, ki se ga ne učijo od otroštva dalje, v neenakopraven položaj. Naravni jeziki tudi nosijo s seboj kulturne vrednote matičnega naroda. Ko je francoščina dominirala Evropi in svetu, sta bili v dominantni poziciji tudi francoska kultura in vrednote. Hegemonija enega živega jezika vodi v velike neenakosti med jezikovnimi skupnostmi, saj je denimo jezikovna kompetenca velika prednost pri potegovanju za visoke upravne položaje.
Umetno ustvarjeni jeziki temeljijo na predpostavki o univerzalnosti, pogojeni z izjemno preprostostjo, in predpostavki o enakopravnosti govorcev iz različnih jezikovnih okolij. Njihovi zagovorniki trdijo, da so ravno posebnosti naravnih jezikov to, kar posebej otežuje njihovo učenje. Žal tudi učenje umetnih jezikov zahteva nekaj napora, zategadelj je njihova raba še vedno redka.
Zagovorniki umetnih jezikov trdijo tudi, da število govorcev ni merilo za lastno vrednost jezika. Če bi neki umetni jezik (ali katerikoli jezik z majhnim številom govorcev) z mednarodnim sporazumom določili kot mednarodni pomožni jezik, bi se število govorcev samodejno prilagodilo. Trenutno pa je potreba po govorcih umetno ustvarjenih jezikov majhna, čeprav si je po nekaterih podatkih esperanto izboril status lingue france med prevajalci.